# Texas sigill
Den amerikanska delstaten Texas sigill antogs som officiellt i Texas konstitution 1845. Sigillet utgick då från den suveräna statsbildningen Republiken Texas sigill, endast med den ändringen att ordet Republic byttes mot State.
Republiken Texas sigill antogs första gången tio dagar efter självständigheten 2 mars 1836, och har ändrats två gånger, senast 1839.
Sigillet visare en femuddig stjärna omgiven av en olivkvist och en ekkvist, samt orden "The State of Texas".

## Officiella sigill

Guvernörens sigill
Viceguvernörens sigill
Senatens sigill
Representanthusets sigill
Representanthusets talmans sigill